# Gliese 417
Gliese 417 ist ein Hauptreihenstern der Spektralklasse G0 im Sternbild Großer Bär. Er hat eine scheinbare visuelle Helligkeit von 6,4 mag und ist etwa 70 Lichtjahre von der Erde entfernt. Der Stern hat einen Begleiter mit der systematischen Bezeichnung Gliese 417 B, bei dem es sich vermutlich um ein Doppelsystem zweier einander umkreisender Brauner Zwerge handelt.

## Begleiter
Gliese 417 B ist 90″ (ca. 2000 AE) vom Zentralstern entfernt und liegt von der Erde aus gesehen südwestlich von diesem (Positionswinkel 245°). Eine 2003 veröffentlichte Untersuchung von Bouy et al. zeigte, dass es sich bei Gliese 417 B um zwei sich umkreisende L-Zwerge mit einer Winkeldistanz von ca. 70 mas (ca. 2 AE) handeln könnte.